# Bromelia lindevaldae
Bromelia lindevaldae är en gräsväxtart som beskrevs av Elton Martinez Carvalho Leme och Esteves. Bromelia lindevaldae ingår i släktet Bromelia och familjen Bromeliaceae. Inga underarter finns listade i Catalogue of Life.